# Schöneweide

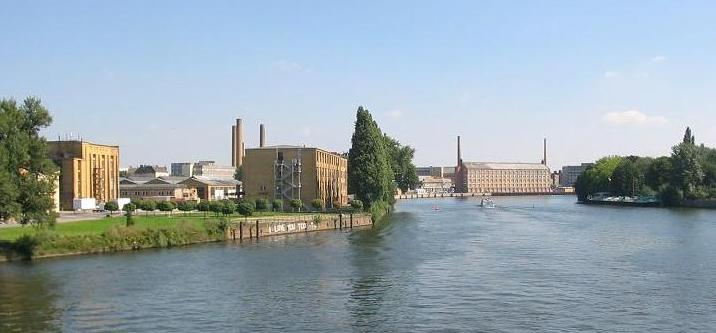
Vy över floden Spree mot Oberschöneweide

Schöneweide (från tyskans Schöne Weide, "vacker äng") är samlingsnamnet för två angränsande stadsdelar i stadsdelsområdet Treptow-Köpenick i Berlin. Området är beläget öster om stadens centrum, på båda sidor om floden Spree, och tillhörde fram till 1990 Östberlin.
Schöneweide består av de två stadsdelarna 
- Oberschöneweide ("Övre Schöneweide") norr om floden respektive
- Niederschöneweide ("Nedre Schöneweide") söder om floden,

och dessa tillhörde fram till 2001 olika stadsdelsområden, Bezirk Köpenick respektive Bezirk Treptow.
Schöneweide har en station för Berlins pendeltåg och regionaltåg, Bahnhof Berlin-Schöneweide, som är belägen i Niederschöneweide.